# Rockne S. O'Bannon
Pour les articles homonymes, voir O'Bannon.
Rockne S. O'Bannon (12 janvier 1955 à Los Angeles, Californie - ) est un scénariste et producteur de télévision.
Il est entre autres le créateur de séries télévisées de science-fiction comme Farscape, Alien Nation, SeaQuest, police des mers et Defiance.

## Filmographie sélective
- 1985 : La Cinquième Dimension (série télévisée)
- 1989 : Alien Nation (série télévisée)
- 1990 : Visions en direct (Fear) (film cinéma)
- 1993 : SeaQuest, police des mers (série télévisée)
- 1997 : Invasion (mini-série)
- 1999 : Farscape (série télévisée)
- 2005 : Triangle (The Triangle) (mini-série TV)
- 2013 : Defiance (série télévisée)